# بوکوویتسه (استان لوبلین)
بوکوویتسه (به لهستانی:  Bukowice) یک روستا در لهستان است که در گمینا لشنا پودلاسکا واقع شده‌است.